# Качала, Иван
Иван Качала (укр. Іван Качала; род. 1899, Перечин, Закарпатськая область — 19 августа 1960, там же) —  украинский политический деятель, депутат Сейма Карпатской Украины.

## Биография
Родился в 1899 году в Перечине в крестьянской семье. Учился в народной и горожанской школах в родном селе, затем в Ужгородской гимназии. Впоследствии — в высшей школе в Праге, где получил специальность лесного инженера.
Трудовую деятельность начал в Перечине на государственной службе железнодорожного транспорта. С 1919 до 1932 года работал начальником железнодорожной станции Перечин. В 1932 году односельчане избрали Качалу сельским старостой. На этой должности оставался до конца 1939 года.
За время своего староства сплотил вокруг себя передовых крестьян и рабочих, с их помощью и поддержкой отремонтировал центральную дорогу, провел регуляцию ручья Вулшава, упорядочил в центре поселка тротуары и провел канализацию, электричество, достроил школу и обустроил базар. Такие меры позволили получить многим односельчанам работу, что в то время было очень важным. Получил он и авторитет у власти, которая объявила ему благодарности в 1933 и 1936 годах. Иван Качала активно поддерживал сельский хор «Просвіта», а также политические акции.

## Посол Сейма Карпатской Украины
12 февраля 1939 года был избран депутатом Сейма Карпатской Украины, принимал активное участие в заседаниях, которые состоялись 15 марта 1939 года. Писатель Василий Гренджа-Донской написал об Иване Качале:
Железнодорожники будут иметь в его лице своего заместителя. Известный перечинский патриот, что всегда нам помогал осведомлять Перечин.

## Деятельность в УССР
В послевоенные 50-е годы работал главным инженером Перечинской узкоколейки, построенной от Перечина до Лумшоров для перевозки древесины из горных сел района. Вместе со своей женой Варварой Михайловной воспитал четырех детей, всем помог получить высшее образование.
Умер Иван Качала 19 августа 1960 года.
В 2004 году в Перечине ему установлена мемориальная доска.